# مارينا العلمين

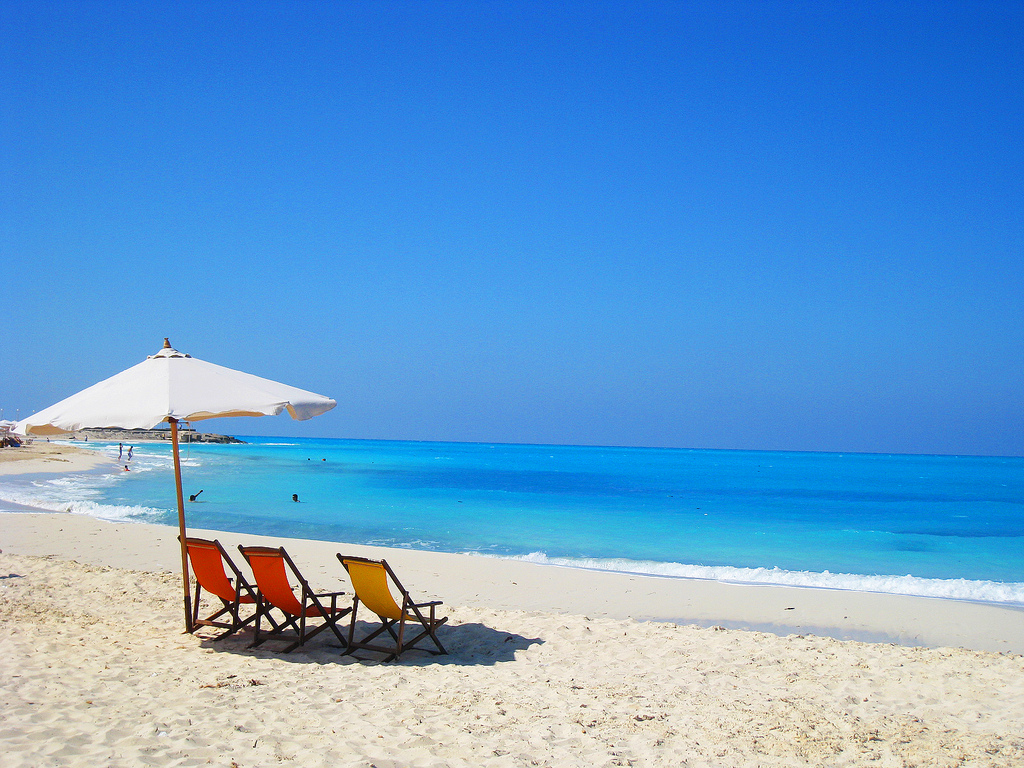
شاطئ

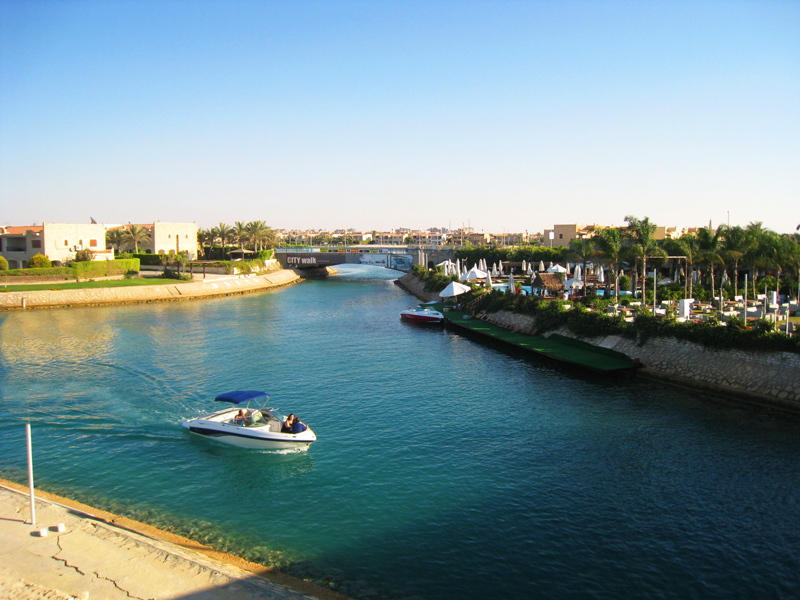
بحيرة اصطناعية

مارينا العلمين منتجع سياحي صيفي مصري مميز علي ساحل البحر المتوسط بمسافة 94 كلم غرب مدينة الإسكندرية. وأنشأته هيئة المجتمعات العمرانية الجديدة وهي هيئة اقتصادية عامة في جمهورية مصر العربية والتي أنشأت جهاز القرى السياحية والذي أنشأ بدوره كل من قرى مراقيا ومارابيلا وكازابيانكا ومايوركا وآخرهم مارينا
وكانت التكلفة الكلية لمشروع مارينا العلمين 48 مليار دولار أمريكي.
منتجع بورتو مارينا هو أول مشروع في منطقة الساحل الشمالي المطلة على البحر المتوسط في مصر. ويوجد به أول مرسى دولي لليخوت في الجزء الشرقي من شمال أفريقيا. ويدير المشروع مجموعة عامر التي يملكها رجل الأعمال المصري منصور عامر. ويوجد به فندق بورتو مارينا وهو فندق 5 نجوم وقام بتصميم الفندق مجموعة ديلمار. ويتكون الفندق من طابقين وبه 338 غرفة والغرف كبيرة الحجم وتطل إما على المسابح أو على البحر المتوسط ويضم 180 متجراً وعدداً من المطاعم وفندق «سي جل» وأسواق سي جل وفندق «أوشن بلو».

## معرض صور

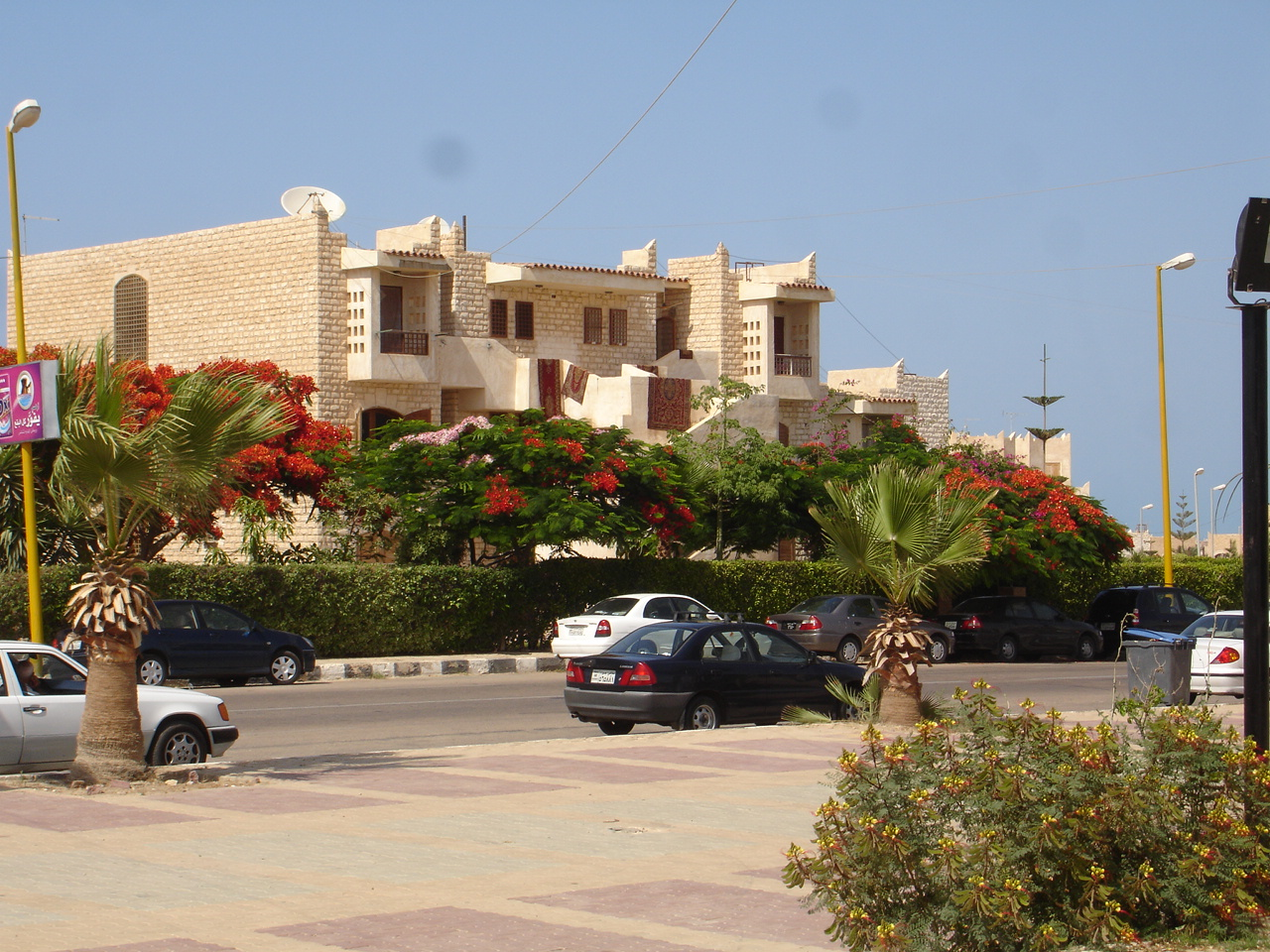
شاليهات
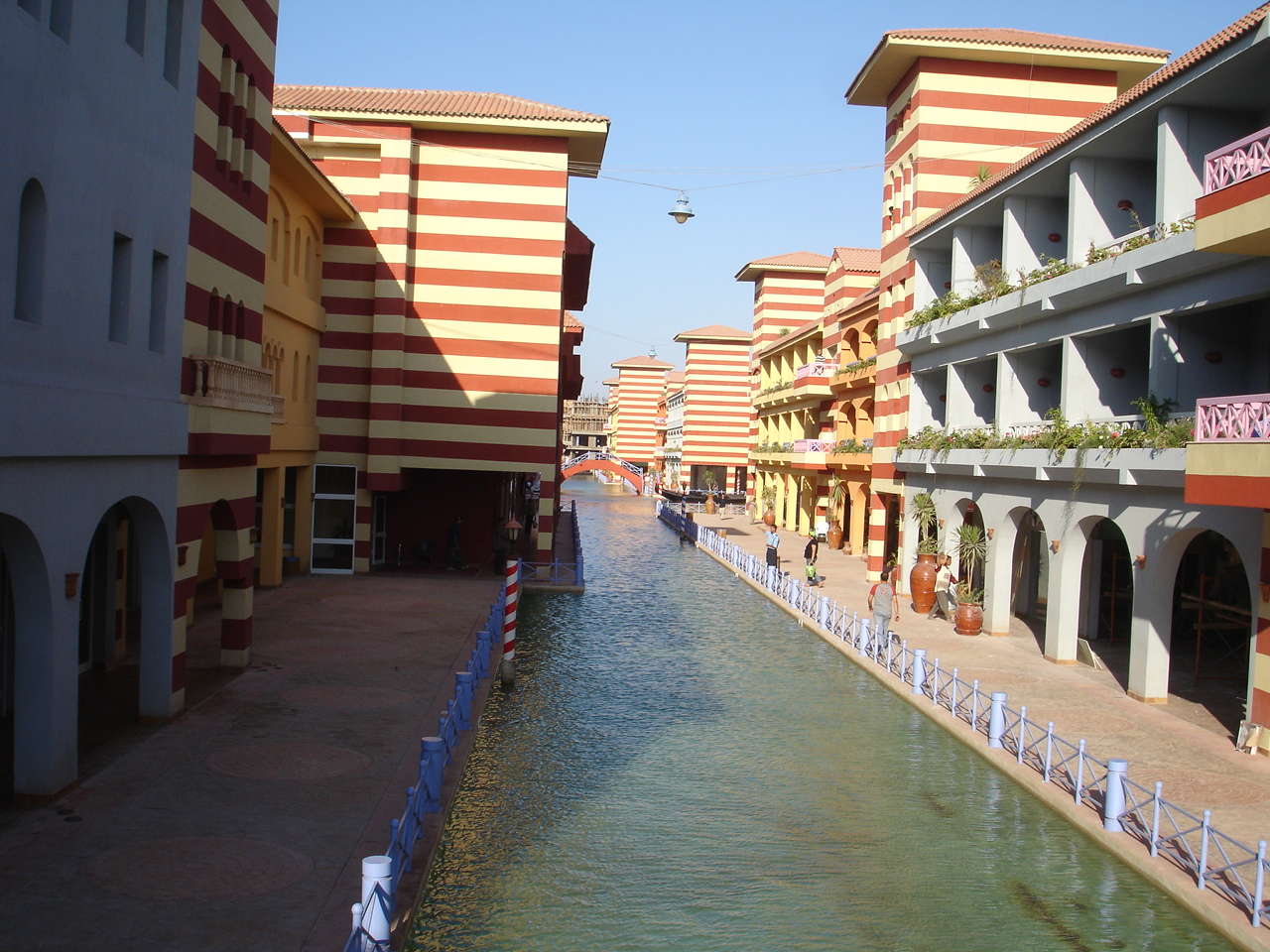
قنالات
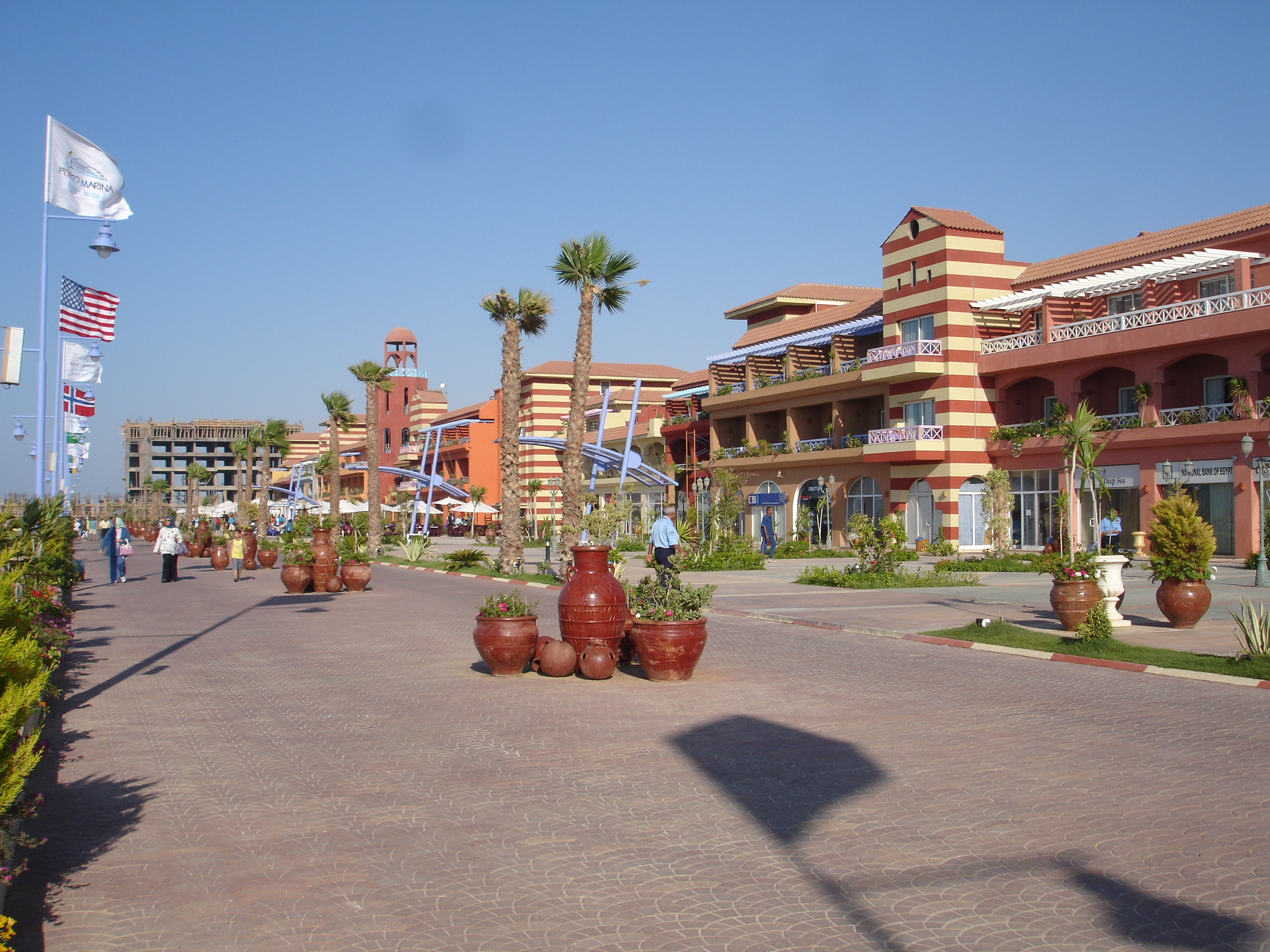
فنادق
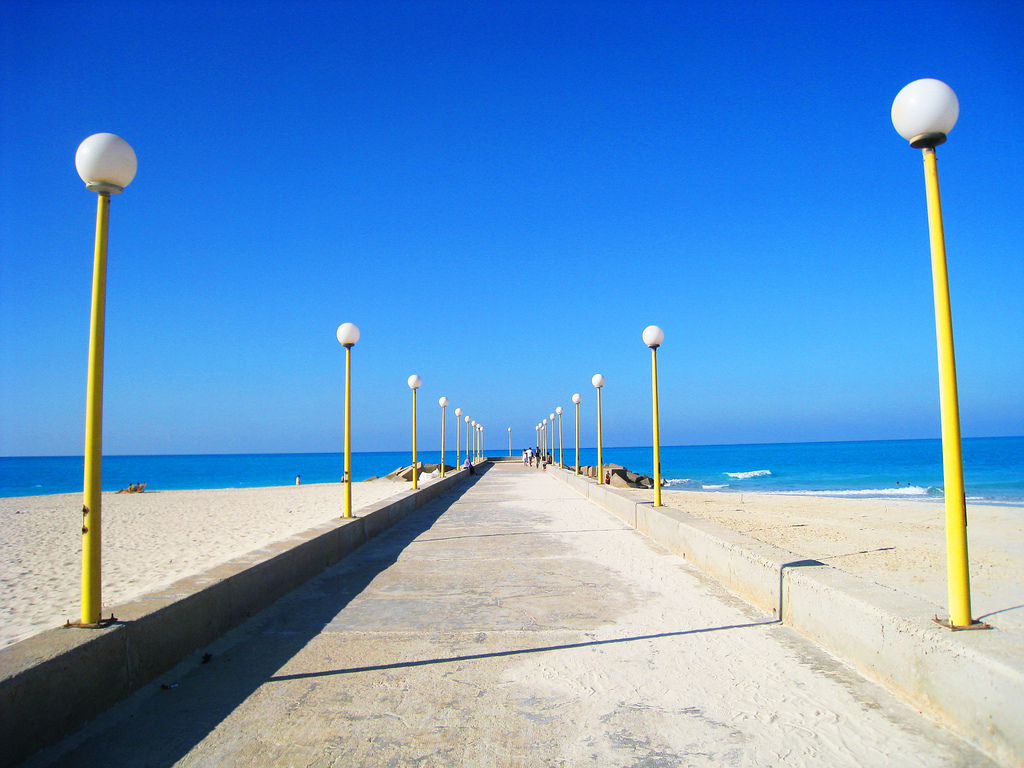
ممشى

## التسمية وتاريخ المنطقة

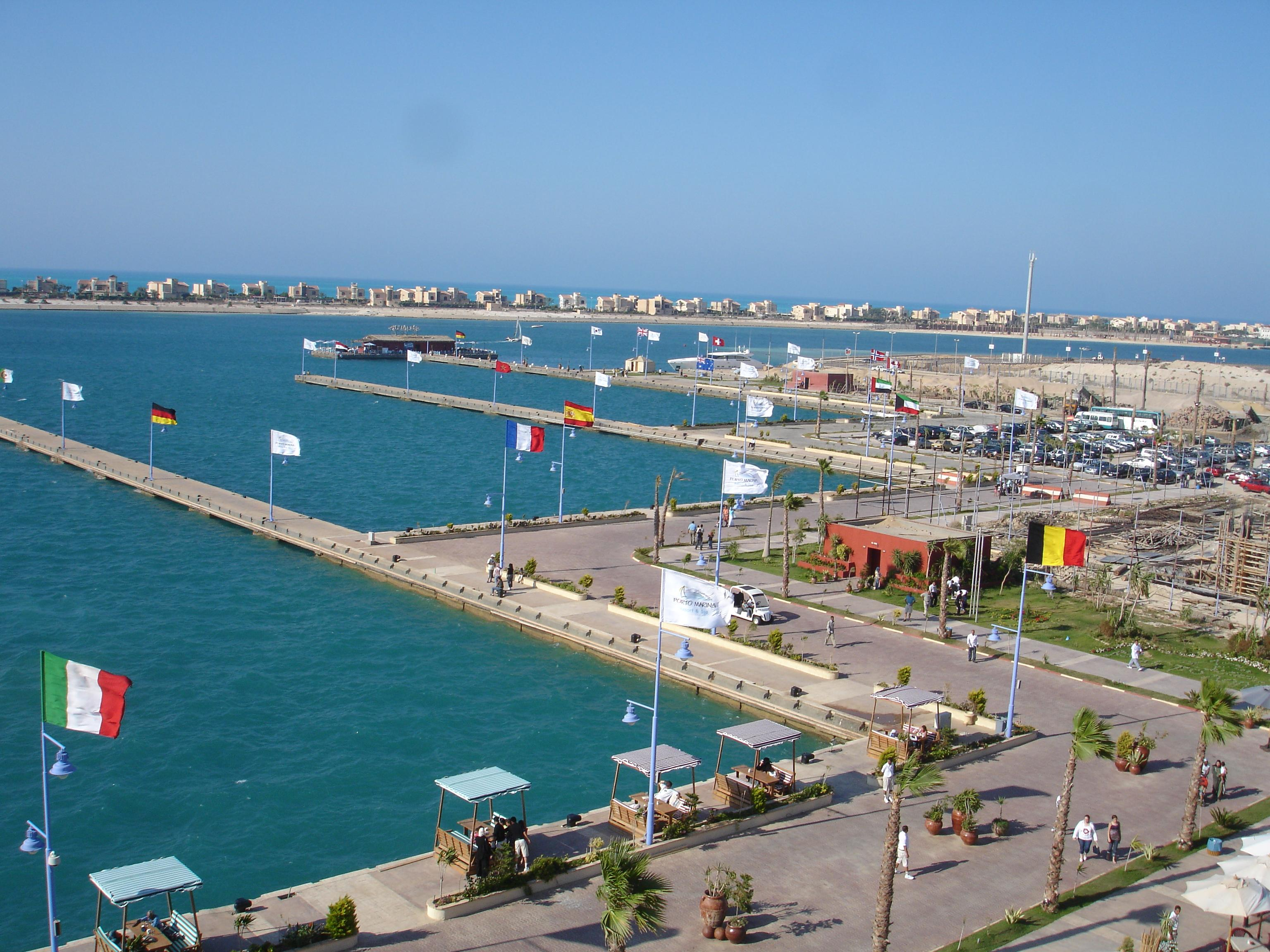
بحيرة صناعية في بورتو مارينا العلمين ويظهر أحد شواطئ المنتجع

كانت المنطقة تعرف في العصرين البطلمي والروماني الأول باسم «لوكاسيس» ومعناها الصدفة البيضاء، ويوجد بالمنطقة معبد قديم للإله «حورس» إله القمر عند المصريين القدامى.
أطلق اسم مارينا على المنطقة ويعني ميناء حيث تقول المصادر أن المنطقة كانت فيما سبق ميناء لتصدير الغلال والحبوب وخاصة القمح من المنطقة المعروفة حاليا بمحافظة مطروح وذلك في زمن الامبراطورية الرومانية، كما اكتشف العلماء مواقع أثرية متعددة بالقرب من المنتجع الحالي، وقد تم الكشف عن العديد من القطع الأثرية المنقوشة التي تعبر عن الحضارة الرومانية التي استقرت بالمنطقة منذ آلاف السنين، ومن بينها لوحات جدارية مرسومة وقطع ذهبية وعملات برونزية وأواني معدنية وفخارية وجميعها موجودة حاليا في متحف مارينا العلمين كما توجد بعض مكونات المباني المعمارية القديمة التي لا تزال قائمة حتى الآن وهي مثال مميز لفن العمارة خلال العصر الروماني في مصر، وتتكون من سوق تجاري ضخم مقسم إلى عدة أقسام وأحياء سكنية كبيرة ومقبرة ضخمة أقيمت منحوتة في صخور المنطقة الجبلية المطلة على ساحل البحر بمسافة 150 متراً تقريباً.

## نشاطات ومرافق
تشتهر مارينا بأنها القرية السياحية الوحيدة المتوفر بها جميع الخدمات صيفاً وشتاءً حيث تتوفر جميع الخدمات والسلع الأساسية ببوابة 2 بدءاً بالمركز الطبي وسوبر ماركت الأندلس التابع لمؤسسة الأندلس التجارية، كما يضم المنتجع فيلات وشاليهات سياحية وعددا من القصور والفنادق كفندق بورتو مارينا (ريزورت آند سبا) الذي يضم 180 متجرا وعدد من المطاعم وفندق «سي جل» وأسواق سي جل وفندق «أوشن بلو».
يضم المنتجع مرسي لليخوت وبحيرات صناعية ونحو ثلثي مساحته أراض خضراء وحدائق، كما يضم عدة شواطئ للاستجمام والسباحة، أيضا يوجد بالمنتجع عدد كبير من المطاعم المصرية والعالمية المتخصصة كمطاعم تشيليز، كارينوز، مطعم استوديو مصر، مطاعم الشانز ليزيه العالمية وملاعب أطفال ودور للسينما والكافيتيريات والمقاهي إضافة الي مراكز تسوق ومحال تجارية وملاعب رياضية وحمامات سباحة.

## وصف للمكان
يبلغ طول ساحل مركز مارينا العلمين السياحي 17 كلم على شاطئ البحر المتوسط ويعد من أكبر المنتجعات الصيفية في مصر ويوجد به عدة أماكن شهيرة مثل البحيرة الدائرية وشاطئ نادي السيارات ونوادي الألعاب المائية واليخوت، والمركز التجاري الرئيسي ببوابة 2 الذي يضم الأندلس مول أول مول تجاري بمارينا يوفر جميع السلع والخدمات الأساسية بالأسعار العادية (غير السياحية)، والمطاعم السياحية العالمية والكافيتريات وأول وأشهر فطاطري بمارينا وكذلك صالة الجيم وصالة البلياردو وركن الإنترنت كافيه وألعاب الفيديو جيم، وأول منطقة للقصور والفيلات المتميزة (الثامنة)، شاطئ لابلاج، لافام وتشيكيتا، ويوجد بمارينا 7 بوابات، كما يوجد بالمنتجع المسرح المدرج الروماني الشهير بحفلات الصيف لكبار المطربين.
ويحتوي مركز مارينا العلمين على 8465 وحدة سكنية (فيلات وشاليهات وشقق سكنية) وتبلغ مساحة مارينا 3952 فدان منها حوالي 1260 فدان بحيرات صناعية وحوالي 1500 فدان حدائق ومشايات وملاعب وطرق ويحتوي المركز على 8 فنادق أشهرها فندق ومنتجع بورتو مارينا وفندق ومنتجع أوشن بلو المقام على أرضيات زجاجية تكشف من تحتها روعة المياه الفيروزية وهذا الجزء مملوك لجهاز القرى السياحية، وفندق وممنتجع سي جل، وفندق ومنتجع مارينا بلازا، وفنادق شركة التعمير التي تدار بواسطة كبرى شركات الفندقة (ماكسيم إن) وكنكون وكوبا كباناووحدات التايم شير بالإضافة إلى فندق ومنتجع الفينسيا المملوك لجهاز القرى السياحية وجميع هذه الفنادق توفر أكثر من 500000 ليلة سياحية.

## وصلات خارجية
- الموقع الرسمي